# Ligne d’Auteuil
| Plan von Paris im Jahr 1859, grün eingezeichnet die Ligne d’Auteuil |                       |                                                                                   |                                                                                   |
| Streckennummer: | 971 000               |                                                                                   |                                                                                   |
| Streckenlänge: | 8 km                  |                                                                                   |                                                                                   |
| Spurweite: | 1435 mm (Normalspur)  |                                                                                   |                                                                                   |
| Stromsystem: | Stromschiene 1,5 kV = |                                                                                   |                                                                                   |
| Zweigleisigkeit: | im Vollausbau ja      |                                                                                   |                                                                                   |
| |                       |                                                                                   |                                                                                   |
| \| \| 0,000 \| Paris Saint-Lazare \| Paris Saint-Lazare \| \| \| \| \| \| \| \| \| Tunnel des Batignolles: 1911–1922 diese Linie durch die erhalten gebliebene Röhre \| \| \| \| \| \| \| \| \| 1,551 8,942 \| Batignolles heute Pont Cardinet \| Batignolles heute Pont Cardinet \| \| \| \| nach Le Havre und \| \| \| \| \| \| \| \| \| \| Petite Ceinture und von Ermont (, überbaut) \| \| \| \| \| \| \| \| \| \| \| \| \| \| 7,662 \| Courcelles - Levallois heute Péreire - Levallois \| Courcelles - Levallois heute Péreire - Levallois \| \| \| \| \| \| \| \| 6,356 \| Neuilly-Porte Maillot \| Neuilly-Porte Maillot \| \| \| \| \| \| \| \| 5,320 \| Avenue du Bois-de-Boulogne heute Avenue Foch \| Avenue du Bois-de-Boulogne heute Avenue Foch \| \| \| \| \| \| \| \| 4,533 5,908 \| Avenue Henri Martin \| Avenue Henri Martin \| \| \| \| nach Champ de Mars () \| \| \| \| \| \| \| \| \| 6,670 \| Passy - La Muette Ende Überbauung 1988 \| Passy - La Muette Ende Überbauung 1988 \| \| \| \| \| \| \| \| \| \| \| \| \| 8,230 \| Auteuil-Boulogne \| Auteuil-Boulogne \| \| \| \| Petite Ceinture (nicht elektrifiziert) \| \| |                       |                                                                                   |                                                                                   |
| Kopfbahnhof Streckenanfang | 0,000                 | Paris Saint-Lazare                                                                | Paris Saint-Lazare                                                                |
| |                       |                                                                                   |                                                                                   |
| Strecke · Tunnel |                       | Tunnel des Batignolles: 1911–1922 diese Linie durch die erhalten gebliebene Röhre | Tunnel des Batignolles: 1911–1922 diese Linie durch die erhalten gebliebene Röhre |
| |                       |                                                                                   |                                                                                   |
| Strecke | 1,551 8,942           | Batignolles heute Pont Cardinet                                                   | Batignolles heute Pont Cardinet                                                   |
| Strecke nach rechts, geradeaus und nach rechts |                       | nach Le Havre und                                                                 | nach Le Havre und                                                                 |
| |                       |                                                                                   |                                                                                   |
| Strecke von rechts |                       | Petite Ceinture und von Ermont (, überbaut)                                       | Petite Ceinture und von Ermont (, überbaut)                                       |
| |                       |                                                                                   |                                                                                   |
| |                       |                                                                                   |                                                                                   |
| | 7,662                 | Courcelles - Levallois heute Péreire - Levallois                                  | Courcelles - Levallois heute Péreire - Levallois                                  |
| |                       |                                                                                   |                                                                                   |
| Turmhaltepunkt mit Tunnelstrecke | 6,356                 | Neuilly-Porte Maillot                                                             | Neuilly-Porte Maillot                                                             |
| |                       |                                                                                   |                                                                                   |
| Haltepunkt / Haltestelle | 5,320                 | Avenue du Bois-de-Boulogne heute Avenue Foch                                      | Avenue du Bois-de-Boulogne heute Avenue Foch                                      |
| |                       |                                                                                   |                                                                                   |
| | 4,533 5,908           | Avenue Henri Martin                                                               | Avenue Henri Martin                                                               |
| Strecke nach links |                       | nach Champ de Mars ()                                                             | nach Champ de Mars ()                                                             |
| |                       |                                                                                   |                                                                                   |
| Haltepunkt / Haltestelle | 6,670                 | Passy - La Muette Ende Überbauung 1988                                            | Passy - La Muette Ende Überbauung 1988                                            |
| |                       |                                                                                   |                                                                                   |
| |                       |                                                                                   |                                                                                   |
| Kopfbahnhof Streckenende | 8,230                 | Auteuil-Boulogne                                                                  | Auteuil-Boulogne                                                                  |
| |                       | Petite Ceinture (nicht elektrifiziert)                                            |                                                                                   |

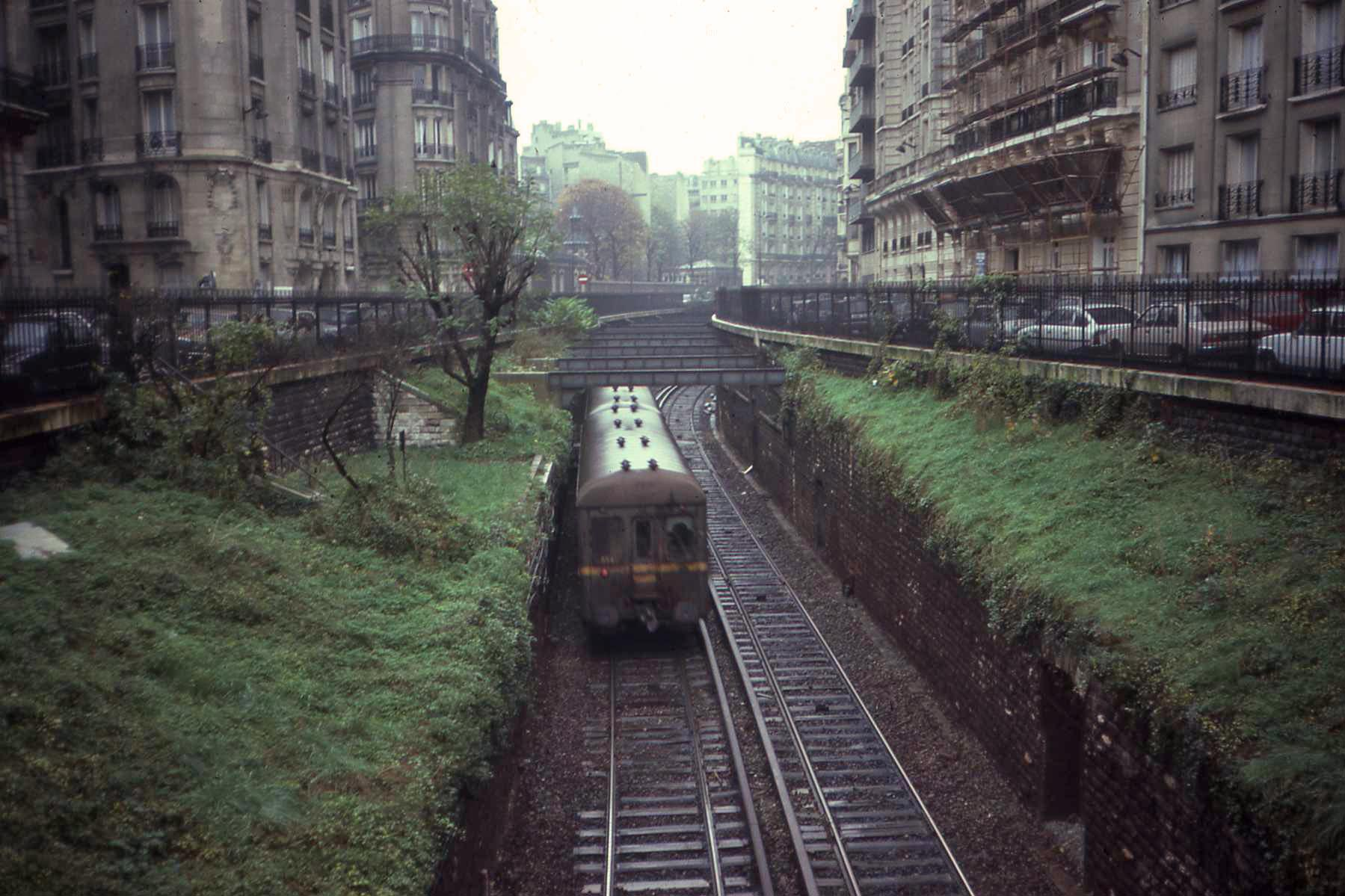
Ligne d’Auteuil 1984: Elektrischer Doppeltriebwagen für Stromschienenbetrieb auf dem 1985 stillgelegten Abschnitt zwischen den Bahnhöfen Avenue Henri-Martin und Passy-la-Muette

Die Ligne d’Auteuil ist eine Eisenbahnstrecke im Westen der französischen Hauptstadt Paris. Sie zweigte ursprünglich in Höhe des Bahnhofs Pont-Cardinet von der Bahnstrecke Paris–Saint-Germain-en-Laye ab und verband den Bahnhof Saint-Lazare mit dem Vorort Auteuil. Während beide Streckenenden 1985 bzw. 1996 stillgelegt wurden, bildet der mittlere Teil mit dem 1900 eröffneten Abzweig Raccordement de Boulainvilliers seit 1988 einen Abschnitt der Linie C des Réseau express régional d’Île-de-France (RER).

## Geschichte und Beschreibung

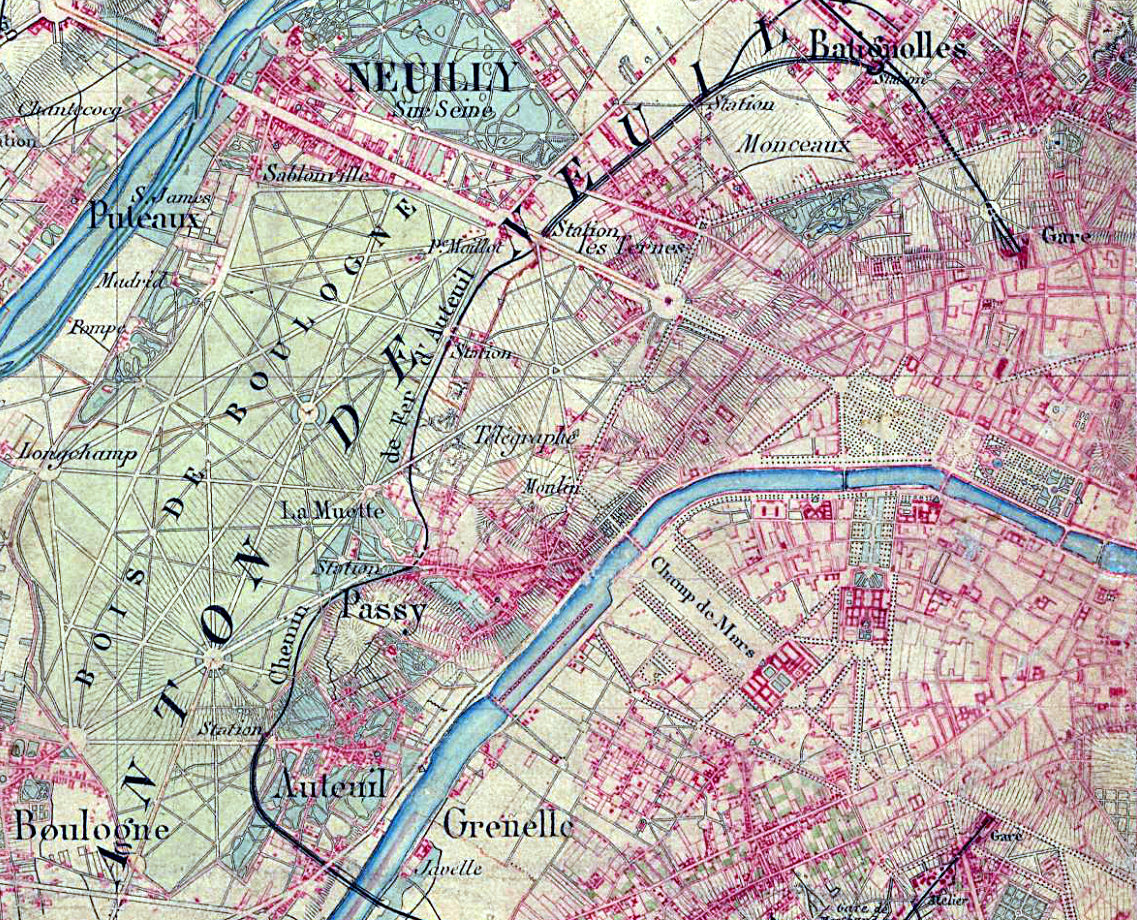
Streckenkarte aus dem Jahr 1866

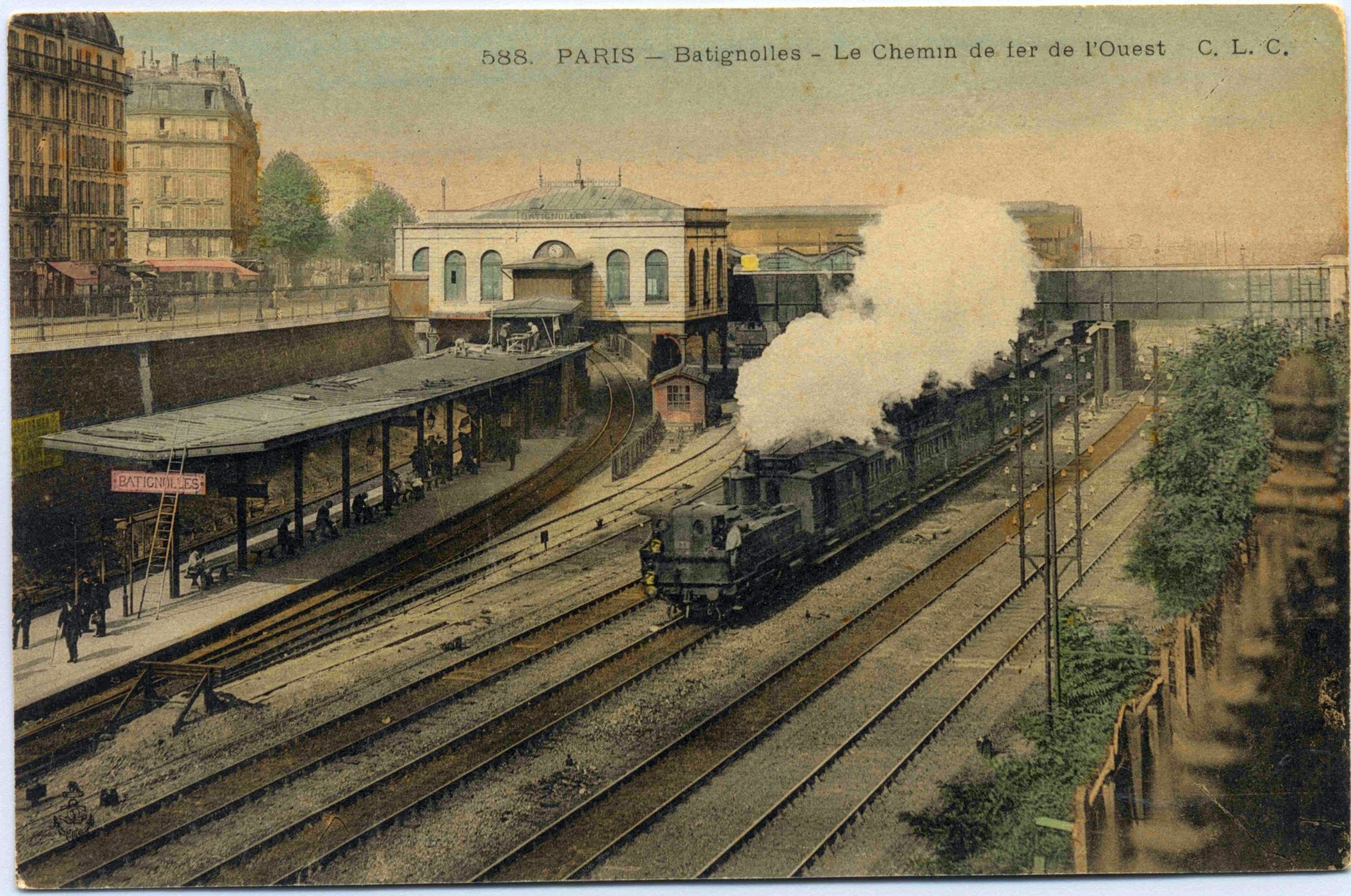
Bahnhof Batignolles um 1900 – nur die Ligne d’Auteuil hatte damals einen Bahnsteig und ein Empfangsgebäude

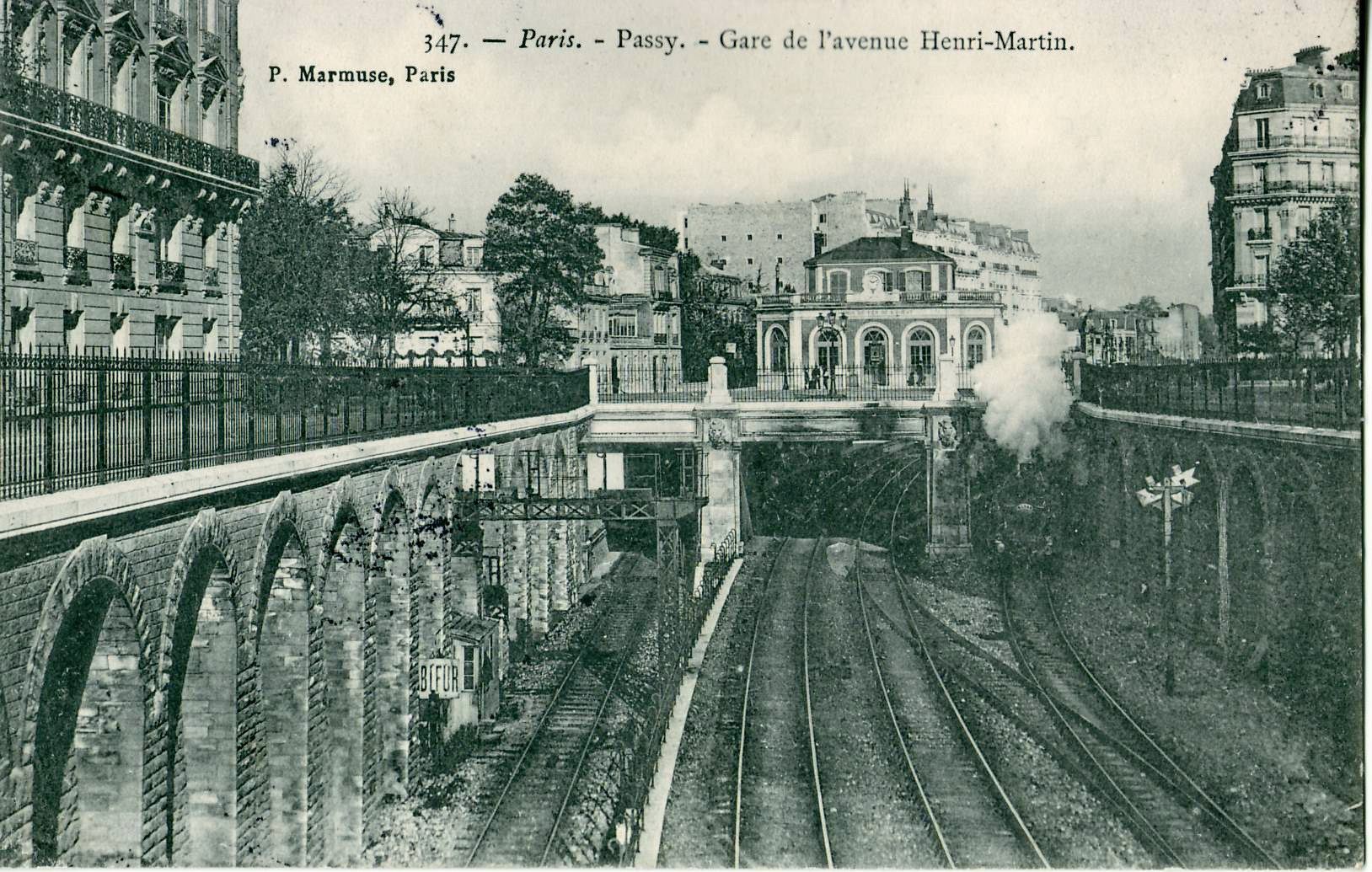
Zug in Richtung Champ de Mars bei der Ausfahrt aus dem Trennungsbahnhof Avenue Henri-Martin (um 1904)

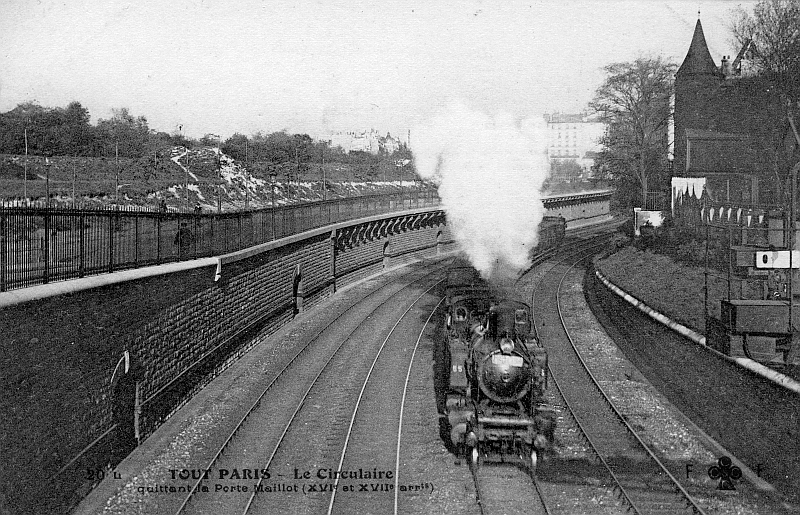
Nach Süden fahrender Ringbahnzug bei der Ausfahrt aus dem Bahnhof Neuilly - Porte Maillot (um 1900)

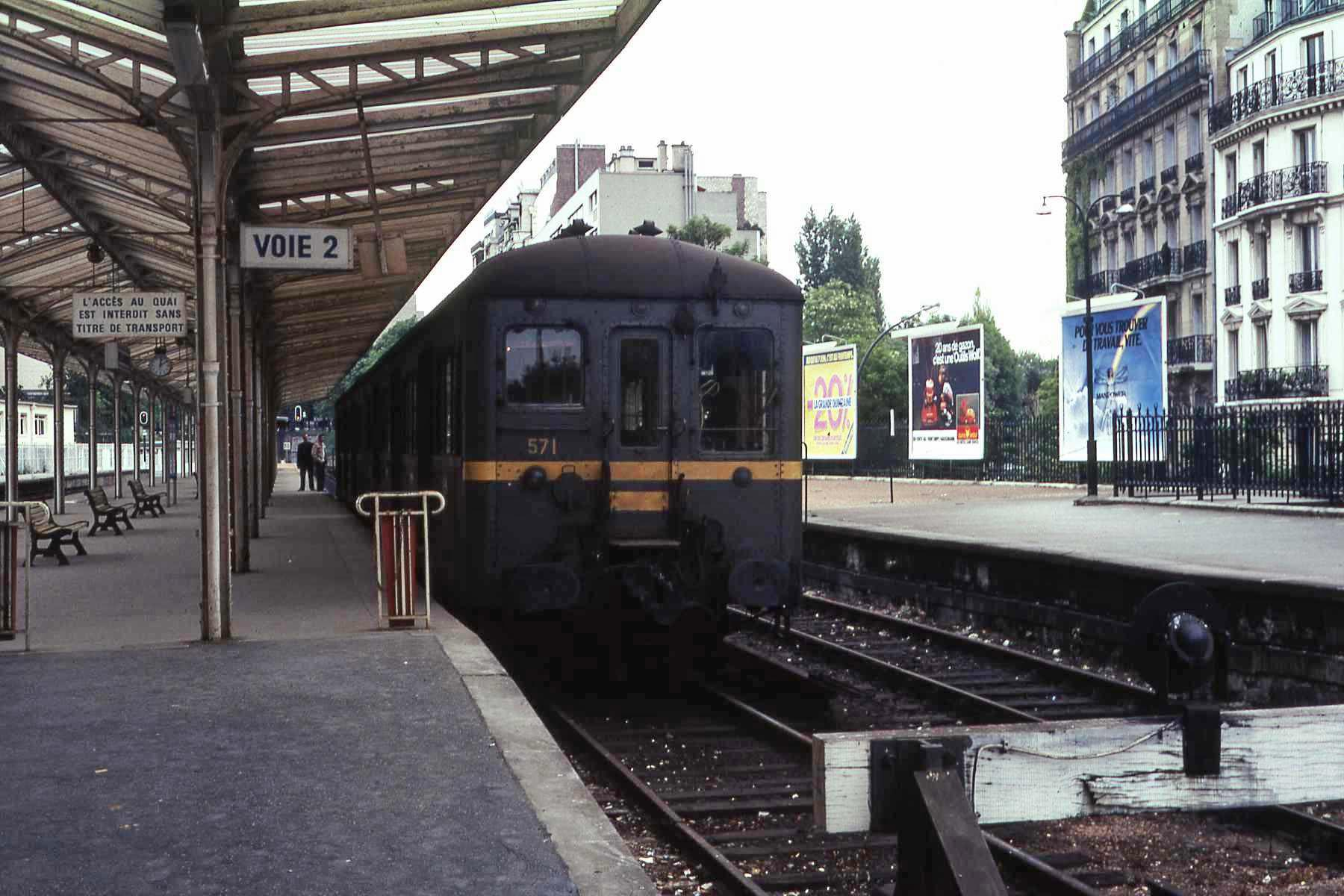
Triebwagen der Baureihe Z 1500 im Bahnhof Auteuil-Boulogne (1980)

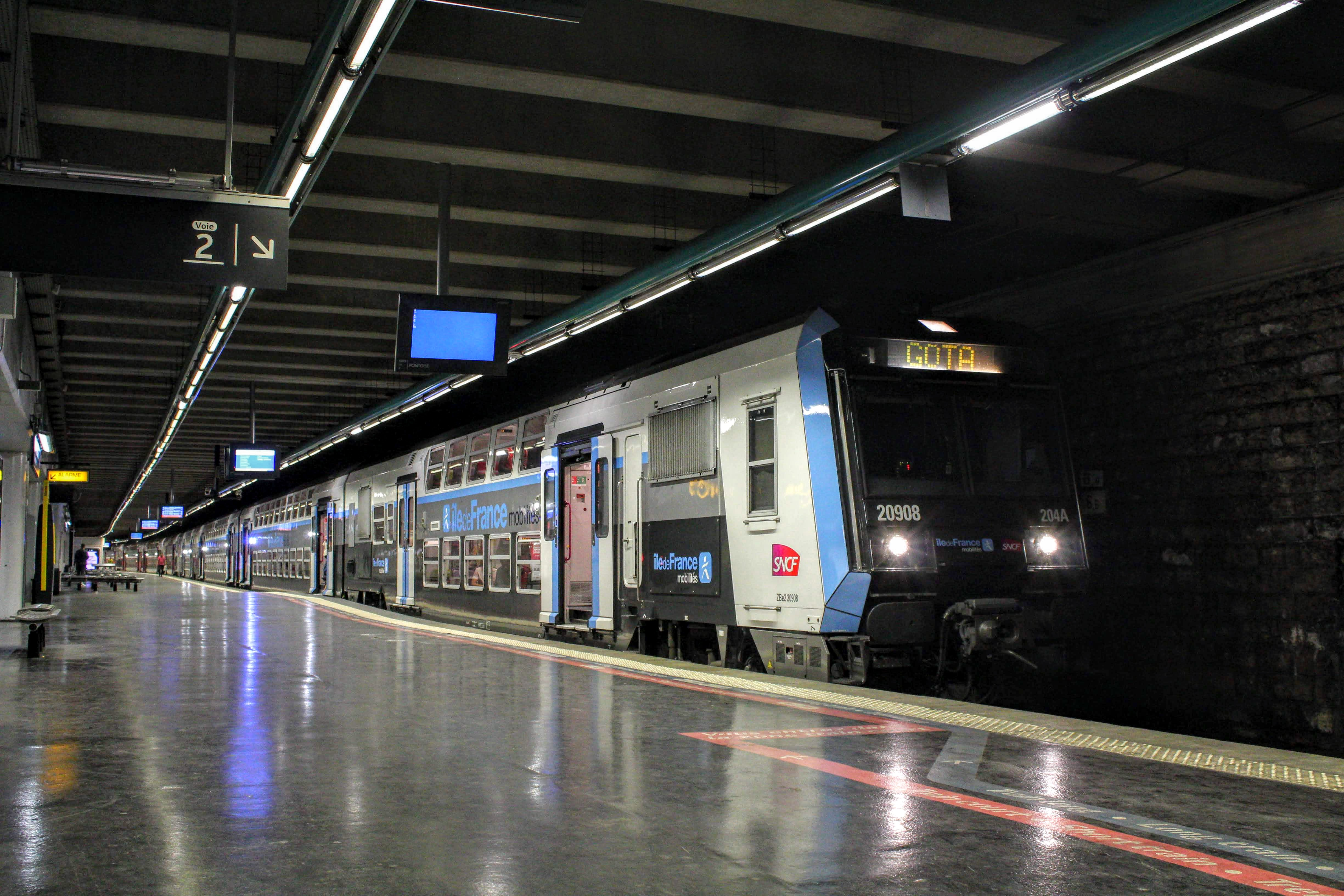
Zug der RER-Linie C im gedeckelten Bahnhof Neuilly - Porte Maillot

Die Unternehmer Émile und Isaac Pereire hatten mit Jakob Rothschild 1835 die Eisenbahngesellschaft Compagnie du chemin de fer de Paris à Saint-Germain gegründet. 1837 eröffnete das Unternehmen als erste von Paris abgehende Bahnstrecke jene vom Pariser Bahnhof Embarcadère de l’Ouest nach Le Pecq. 1852 ersuchte die Gesellschaft um die Genehmigung zum Bau einer Bahn über Passy nach Auteuil.
Am 2. Mai 1854 nahm die Bahngesellschaft die Zweigstrecke nach Auteuil in Betrieb. Die regelspurige Bahn wurde durchgehend zweigleisig und kreuzungsfrei im Einschnitt angelegt und diente bis 1867 ausschließlich dem Personenverkehr. Ihre Züge begannen und endeten im Kopfbahnhof Saint-Lazare, der mittlerweile den Embarcadère de l’Ouest ersetzte, und benutzten auf den ersten 1,7 Kilometern die Gleise der 1847 über Le Pecq hinaus bis Saint-Germain-en-Laye verlängerten Strecke mit.
Die Ligne d’Auteuil lag innerhalb des Mauerrings Thierssche Stadtbefestigung, dessen Verlauf sie grob folgte. Auteuil, Passy und Batignolles-Monceau, die größten Orte an der Bahn, waren zum Zeitpunkt deren Eröffnung noch selbstständige Gemeinden; erst 1860 wurden sie nach Paris eingemeindet. Auch die außerhalb der Stadtmauer liegende Gemeinde Neuilly erhielt an der Strecke einen Bahnhof.
Beiderseits der Bahntrasse, die in noch weitgehend unbebautem Gelände angelegt werden konnte, wurden teilweise breite Straßen angelegt. Zum niveaufreien Queren der tieferliegenden Gleise entstanden vierzehn Brücken und vier Tunnel, von denen der längste 140 m lang war. Die Bahnhöfe wurden so angelegt, dass die Fahrgäste die Bahnsteige erreichten, ohne Gleise überqueren zu müssen. Die Bahnsteige waren erhöht, um das Ein- und Aussteigen zu erleichtern.
1867 gab es auf der Ligne d’Auteuil erstmals auch Güterverkehr. Am 25. März 1869 wurde sie weitgehend in die Paris umrundende Ringeisenbahnstrecke Petite Ceinture integriert. Diese erreichte von der Station Point du Jour kommend die Ligne d’Auteuil am Bahnhof Auteuil (später: Auteuil-Boulogne) und trennte sich am Bahnhof Courcelles - Levallois von jener.
1892 wurde die Ligne d’Auteuil über den an der Einmündung in die Strecke von Saint-Germain-en-Laye gelegenen Bahnhof Batignolles hinaus parallel zu jener zweigleisig bis zum Bahnhof Saint-Lazare verlängert. Diese beiden Gleise wurden zwischen 1909 und 1911 nach Westen verschoben und in einem vierten Tunnel unter dem Boulevard des Batignolles hindurchgeführt. Dieser Tunnel ist als einziger der parallelen Tunnels des Batignolles noch existent. In diesem Zusammenhang wurde 1911 der Bahnhof Batignolles verlegt. Aufgrund der Überlastung des Bahnhofs Saint-Lazare wurde die Ligne d’Auteuil zum 1. April 1922 wiederum zum Bahnhof Pont-Cardinet (bis 1919: Bahnhof Batignolles) verkürzt.
Der Bau einer südlichen Zweigstrecke („Raccordement de Boulainvilliers“) über die Seine hinweg zum Bahnhof Champ de Mars anlässlich der Weltausstellung des Jahres 1900 brachte zusätzlichen Verkehr, weshalb die Ligne d’Auteuil zwischen den Bahnhöfen Courcelles - Levallois und Avenue du Trocadéro (heute: Avenue Henri Martin) viergleisig ausgebaut wurde. Dabei wurde der Einschnitt verbreitert und beiderseits je ein Gleis hinzugefügt.
1924 wurde zum Champ de Mars und bis 1934 auf der Petite Ceinture der Personenverkehr eingestellt. Der letzte Personenzug der Petite Ceinture verkehrte am Abend des 22. Juli 1934 vom Bahnhof Auteuil-Boulogne gegen den Uhrzeigersinn zum Bahnhof Courcelles-Ceinture.
1925 wurde die Ligne d’Auteuil für den Einsatz elektrischer Triebwagen mit seitlichen Stromschienen und 1500 V Gleichspannung elektrifiziert. Der elektrische Betrieb erfolgte zwischen den Bahnhöfen Auteuil-Boulogne und Pont-Cardinet, die Züge der Petite Ceinture wurden hingegen weiterhin von Dampflokomotiven gezogen. Der elektrische Betrieb begann am 2. Januar 1925 und wurde mit „Standard“-Fahrzeugen der Baureihe Z 1300 durchgeführt. Die Züge verkehrten, je nach Tageszeit, alle zehn bis zwanzig Minuten.
1971 wurde die Taktfrequenz auf ganztags zehnminütig erweitert. Die geringe Fahrgastzahl von 13.000 Personen pro Tag, das mittlerweile überalterte Rollmaterial (Züge aus einem oder zwei „Standard“-Doppeltriebwagen der Baureihen Z 1400 und Z 1500), die hohen Betriebskosten und die geplante Aufgabe des Stromschienenbetriebs führten in den 1980er Jahren zu Überlegungen, die Strecke stillzulegen. Am 7. Januar 1985 war der letzte Personenzug zwischen Auteuil-Boulogne und Pont-Cardinet unterwegs.
Der Abschnitt zwischen den Stationen Avenue Henri-Martin und Courcelles - Levallois (seit 1985: Péreire - Levallois) wurde Teil der Linie C des RER-Netzes. Er wurde durchgehend gedeckelt bzw. überbaut, die seitlichen Stromschienen wurden durch Oberleitungen (ebenfalls 1500 V Gleichspannung) ersetzt. Auch die Strecke von Péreire - Levallois bis Pont-Cardinet wurde entsprechend elektrifiziert. Ungewiss blieb bis 1988 das Schicksal der Abschnitts Auteuil-Boulogne–Avenue Henri-Martin, dann wurde der Verzicht auf dessen Reaktivierung beschlossen.
Die Strecke des RER erreicht über den einstigen Zweig zum Champ de Mars den Bahnhof Avenue Henri-Martin und folgt ab Péreire - Levallois der Trasse der Petite Ceinture. Am 26. September 1988 wurde der RER-Verkehr auf diesem Abschnitt aufgenommen. Von Péreire - Levallois nach Pont-Cardinet verkehrten zunächst Pendelzüge, am 5. Juli 1996 wurde dieser Verkehr jedoch eingestellt.

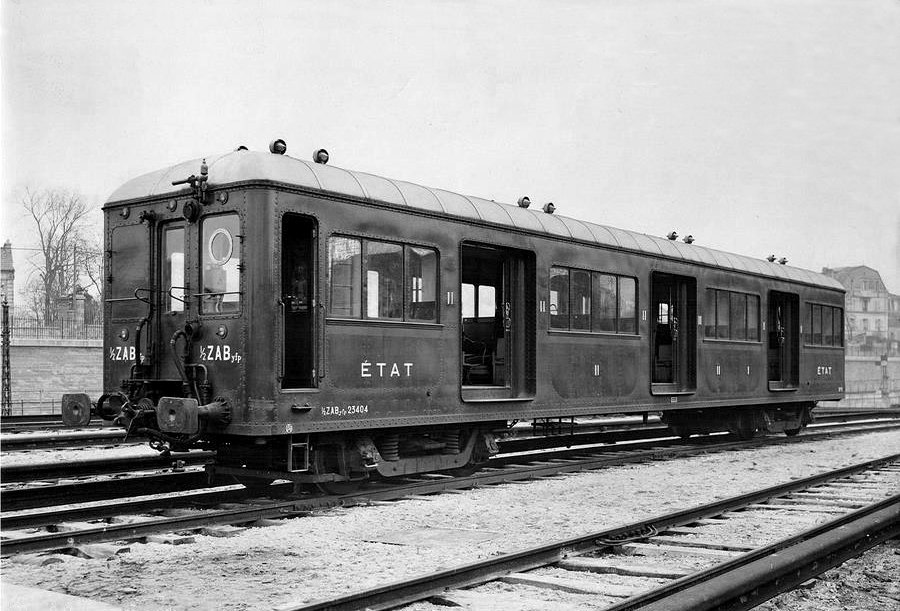
„Standard“-Triebwagen der Baureihe Z 1300
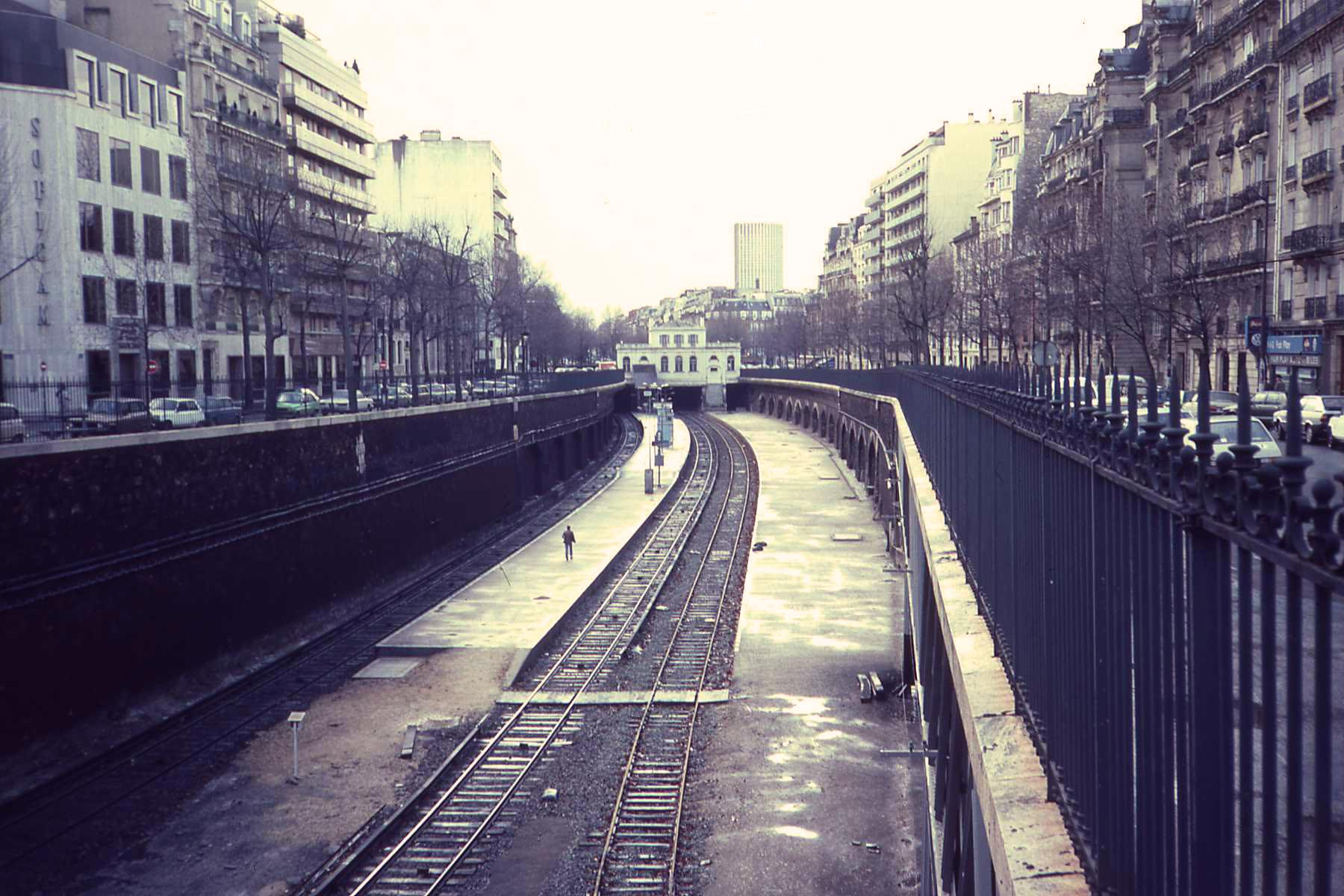
Bahnhof Courcelles - Levallois (1984)
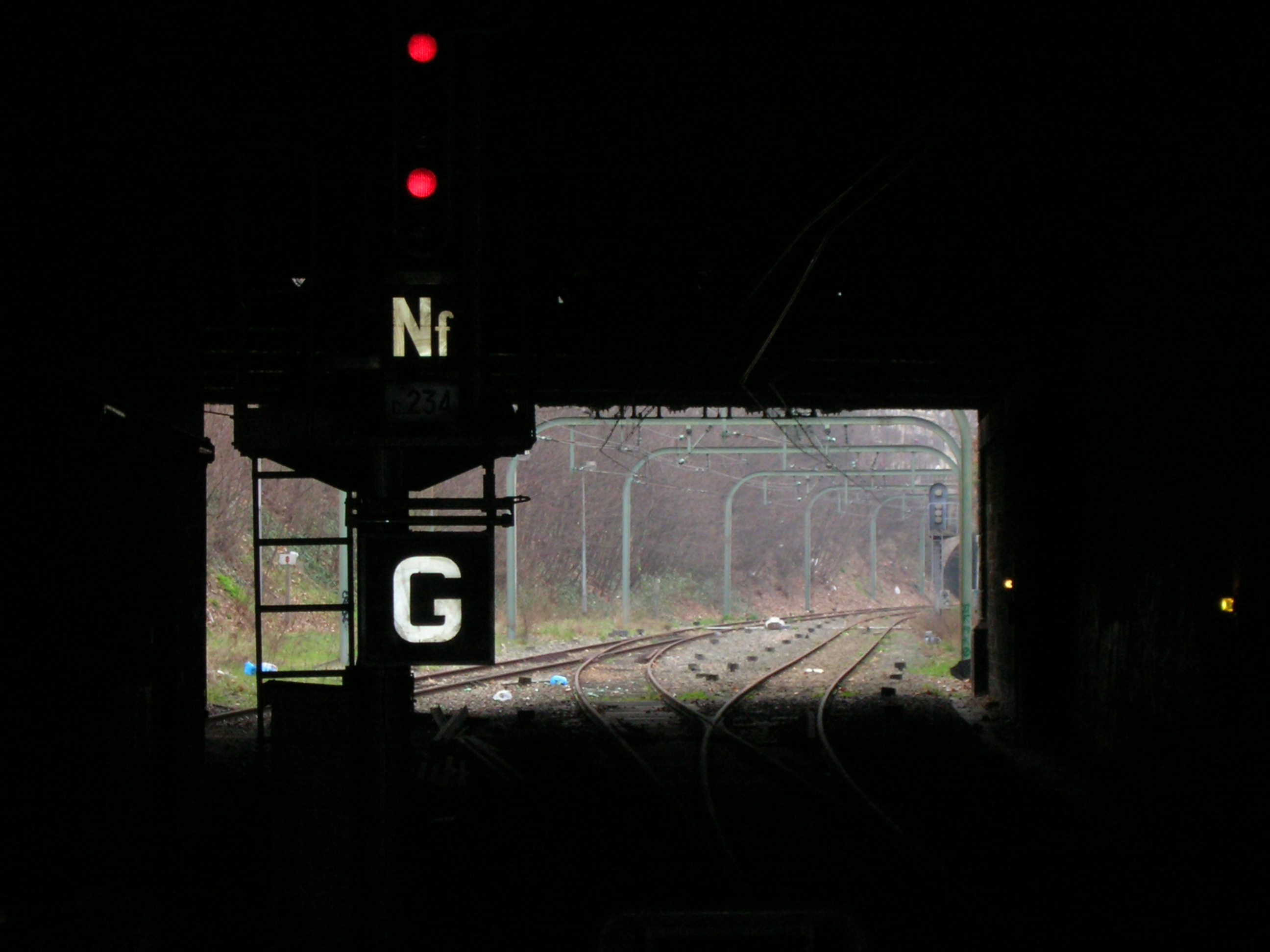
Blick aus dem Bahnhof Péreire - Levallois auf die Strecke Richtung Pont-Cardinet (2007)
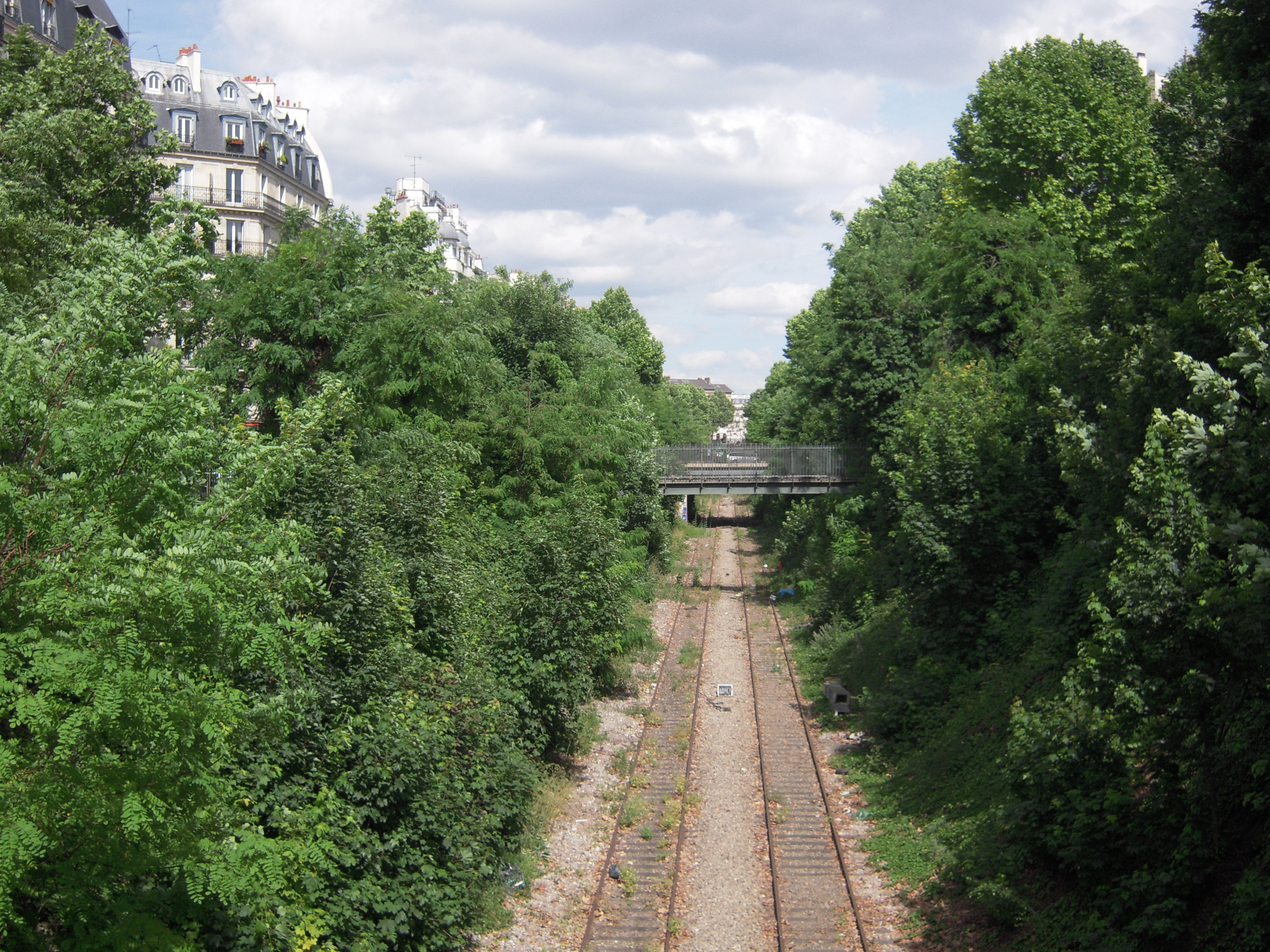
Stillgelegte Strecke zwischen Péreire - Levallois und Pont-Cardinet (2011)